# Джозеф Сіріанні
Джозеф Сіріанні (англ. Joseph Sirianni; нар. 17 січня 1975) — колишній австралійський тенісист.
Найвищу одиночну позицію світового рейтингу — 138 місце досяг 20 жовтня 2008, парну — 107 місце — 23 листопада 2009 року.
Найвищим досягненням на турнірах Великого шолома було 2 коло в одиночному розряді.
Завершив кар'єру 2011 року.

## ATP титули

### Одиночний розряд wins
| Легенда (одиночний розряд)       |
| Великий шлем (0)                 |
| Tennis Masters Cup (0)           |
| Серія Мастерс ATP (0)            |
| Тур ATP (0)                      |
| ITF (Челленджери / Ф'ючерси) (6) |

| Ранг | Дата              | Турнір                          | Tier | Покриття | Суперник у фіналі | Рахунок            |
| 1.   | 26 жовтня 1998    | Мельбурн, Вікторія, Австралія   | ITF  | Ґрунт    | Тобі Мітчелл      | 6–2, 6–4           |
| 2.   | 19 листопада 2001 | Австралія                       | ITF  | Тверде   | Давід Мак-Намара  | 6–4, 6–2           |
| 3.   | 31 липня 2006     | Німеччина                       | ITF  | Ґрунт    | Ніколас Тодеро    | 4–6, 6–4, 7–6(7–2) |
| 4.   | 21 серпня 2006    | Нідерланди                      | ITF  | Ґрунт    | Робін Гаасе       | 6–4, 4–6, 6–3      |
| 5.   | 19 листопада 2007 | Калаундра, Квінсленд, Австралія | ITF  | Тверде   | Тодд Відом        | 7–6 (2), 7–6(7–5)  |
| 6.   | 26 листопада 2007 | Брисбен, Квінсленд, Австралія   | ITF  | Тверде   | Ґо Соеда          | 1–6, 6–0, 6–3      |